# Montgomery Field
Montgomery Field (IATA: MYF, OACI: KMYF, FAA LID: MYF) es un aeropuerto público San Diego, California, Estados Unidos, seis millas (10 km) al norte del distrito central de negocios (CBD) de San Diego. El aeropuerto cubre 456 acres (185 ha) y tiene tres pistas y dos helipuertos. 
El aeropuerto fue nombrado por John J. Montgomery, un pionero aviador que en 1883 hizo el primer vuelo tripulado, controlado, más pesado que el aire en los vuelos del área de Otay Mesa de San Diego. Montgomery Field es uno de los aeropuertos más ocupados del país para aviones pequeños y tiene un gran número de clubes de vuelo y escuelas de vuelo basadas.

## Accidentes e incidentes
- El 25 de septiembre de 1978, un Cessna 172 con registro N7711G despegó de Montgomery Field para hacer un aterrizaje instrumental (ILS). Durante su salida hacia el este de Lindbergh, el Vuelo 182 de PSA (N533PS) descendía estrepitosamente. El Boeing 727 lo alcanzó y colisionó con el Cessna por detrás, causando que el N7711G se desintegrarse y que el vuelo 182 se estrellara. Este incidente dio lugar a la creación de la Terminal de Control Aérea. Este fue el primer dispositivo para el espacio aéreo en rodear los aeropuertos.